# جيسي شرام
جيسيكا «جيسي» شرام (بالإنجليزية: Jessy Schram)‏ (ولدت في 15 يناير 1986) ممثلة أمريكية في عام 2006، لعبت دور البطولة في فيلم  كيث ، مع جيسي مكارتني وإليزابيث هارنويس و تريسي على  الفطيرة الأمريكية 5: الميل العاري .

## روابط خارجية
- الموقع الرسمي
- جيسي شرام على موقع IMDb (الإنجليزية)
- جيسي شرام على موقع قاعدة بيانات الأفلام العربية
- جيسي شرام على موقع ألو سيني (الفرنسية)
- جيسي شرام على موقع ميوزك برينز (الإنجليزية)
- جيسي شرام على موقع أول موفي (الإنجليزية)
- جيسي شرام على موقع قاعدة بيانات الأفلام السويدية (السويدية)
- جيسي شرام على موقع قاعدة بيانات الفيلم (الإنجليزية)
- جيسي شرام على موقع كينوبويسك (الروسية)